# Välkommen till folkhemmet
Välkommen till folkhemmet är ett studioalbum från 1983 av Magnus Uggla. Det toppade den svenska albumlistan. Albumet återutgavs 1991 till CD på Sony.
För albumet fick han även Rockbjörnen i kategorin "Årets svenska skiva".

## Låtlista
Låtar där inget annat anges är skrivna av Magnus Uggla.

### Sida A
1. "Overture / Dumskallarnas julafton"
2. "Tjena alena"
3. "IQ" (Bruce Wolley/Magnus Uggla)
4. "Krokodil rock"
5. "Hand i hand"

### Sida B
1. "Ge ge ge"
2. "Hem ljuva hem"
3. "Toffelhjältar"
4. "Astrologen"

## Medverkande[2]
- Arrangemang  – Anders Henriksson (låt: A1, A4, B2, B4), Per Lindvall (låt: A2, A3, A5, B1, B3), Peter Ljung (låt: A2, A3, A5, B1, B3)
- Arrangemang [Brass & Stråkar] – Anders Henriksson
- Bas – Anders Ohlander (låt: A3), Rutger Gunnarsson (låt: A1, B4), Teddy Walter (låt: A2, A4, A5, B2, B3)
- Brass, Stråkar – Sveriges Radios symfoniorkester
- Design, Layout – Gabriel Uggla
- Trummor – Magnus Persson  (låt: A1, A4, B2, B4), Per Lindvall (låt: A2, A3, A5, B1, B3)
- Gitarr – Björn Nyström (låt: A3), Dante Holmberg (låt: A3, A4), Håkan Mjörnheim (låt: A2, A5, B3), Lasse Jonsson (låt: A1, A3, A4, B2, B4), Lasse Wellander (låt: A1, B2, B4)
- Keyboards – Peter Ljung (låt: A2 to B4)
- Lacquer Cut By – PD*
- Mixning  – Lasse Gustavsson
- Hår  & Make Up – Monika Östlund
- Percussion – Per Lindvall (låt: A1, A3 to B3)
- Producent – Magnus Uggla
- Tekniker – Anders Oredsson, Lasse Gustavsson
- Skriven av – Magnus Uggla

## Listplaceringar
| Lista (1983-1984) | Position |
| ----------------- | -------- |
| Sverige           | 1        |